# Clue Club
Clue Club (re-titulada como Woofer & Wimper, Dog Detectives en 1976) es una serie animada, emitida el sábado por la mañana, de 30 minutos producida por Hanna-Barbera y transmitida por CBS desde el 14 de agosto de 1976 hasta el 3 de septiembre de 1977.

## Historia
Similar a la serie animada Scooby-Doo!, la historia transcurre en torno a cuatro amigos adolescentes que abren una agencia de investigación privada. Los miembros del equipo son: Larry, Pepper, D.D. y Dottie, que resuelven misterios con la ayuda de sus dos perros que hablan, Woofer y Wimper. Los perros sólo se hablaban entre sí y no son comprendidos por los personajes humanos. Los misterios del club son a menudo involucrados en investigaciones de crímenes extraños. Sus relaciones con la policía eran muy cercanas, con el Sheriff local, a menudo solicitaba la asistencia del equipo en los casos, así como realizar detenciones.
- Datos: Q1619435